# ایروینویل (جورجیا)
ایروینویل (به انگلیسی: Irwinville) یک منطقهٔ مسکونی در ایالات متحده آمریکا است که در جورجیا واقع شده‌است.